# Маридашвили, Софья Андреевна
Софья Андреевна Маридашвили —  звеньевая колхоза «Мнатоби» Каспского района Грузинской ССР, Герой Социалистического Труда.

## Биография
Родилась 25 августа (7 сентября) 1908 года в селе Квемо-Чала. Член ВКП(б).
С 1930 года работала в колхозе села Квемо-Гоми Каспского района Грузинской ССР, в 1935-1949 звеньевая по выращиванию сахарной свёклы, в 1949-1954 председатель колхоза. В 1954-1958 председатель Квемо-Гомского сельсовета.
С 1958 года снова звеньевая по выращиванию сахарной свёклы колхоза села Квемо-Гоми «Мнатоби», достигла урожайности в 1000 и более (до 1585) центнеров с гектара.
Делегат XIV съезда КП(б) Грузии и 3-го съезда колхозников в Москве.
Указом Президиума Верховного Совета СССР от 19 марта 1947 года присвоено звание Героя Социалистического Труда с вручением ордена Ленина и золотой медали «Серп и Молот». Награждена орденами Трудового Красного Знамени и «Знак Почёта», медалями ВДНХ.
Избиралась депутатом Верховного Совета СССР 2-го созыва.
С 1968 года персональный пенсионер. Умерла 20 февраля 1971 года.